# قائمة الأجسام الاصطناعية خارج النظام الشمسي

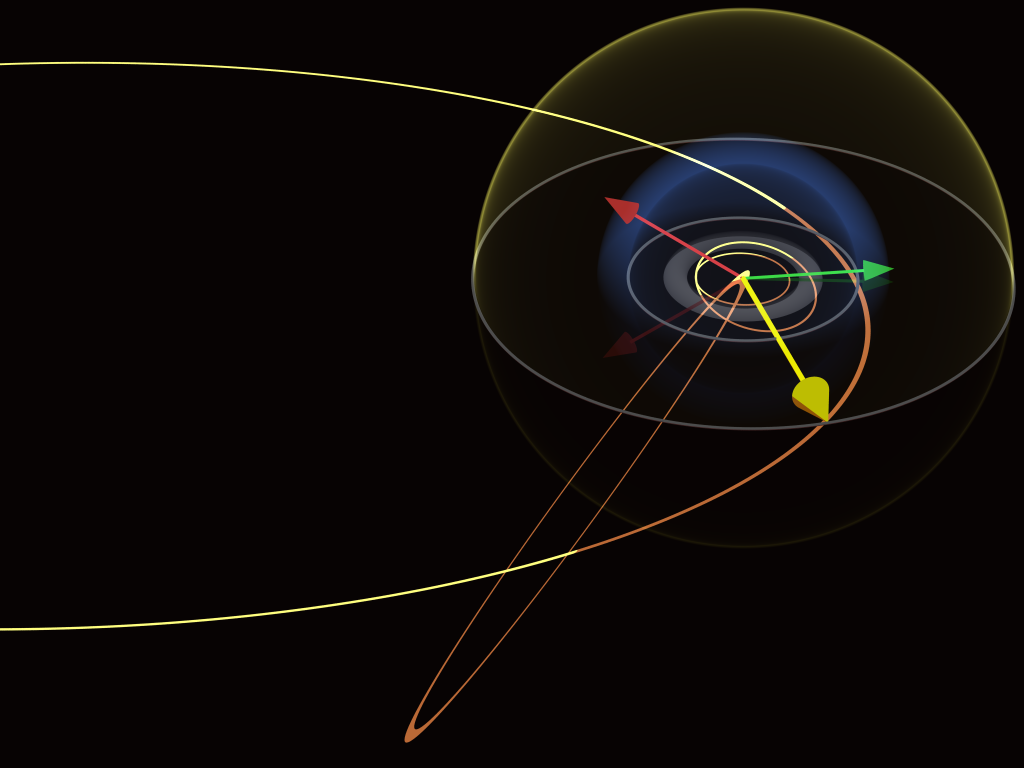
تشير الأسهم الحمراء والخضراء إلى مواقع Voyager 1 وPioneer 10 على التوالي في نهاية عام 2008 ؛ تشير القشرة الزرقاء إلى الحجم المقدر للغلاف الشمسي في حين تظهر الحلقة الرمادية حزام كويبر. تشير القشرة الصفراء إلى وجود مسافة ثانية ضوئية واحدة عن الشمس
انقر على الصورة للحصول على عرض أكبر وروابط لمقاييس أخرى.

تسارع سرعة رسم الأرض لمؤشر فوياجر 2 إلى البعد عن الشمس، مما يوضح أن الجاذبية تساعد في تسريع المركبة الفضائية من قبل كوكب المشتري وزحل وأورانوس، وأخيرا مواجهتها مع نبتون تريتون. تساعد الجاذبية على الارتداد من المركبة الفضائية من كوكب ما، ولكن لأن الكوكب يتحرك، فإنه لا يرتد فحسب، بل يدفعه الكوكب، مثل عندما تضرب كرة بيسبول بمضرب بيسبول متحرك.

فيما يلي قائمة بالكائنات الصناعية التي تركت النظام الشمسي، وإن جميع الأجسام التالية عبارة عن مجسات فضائية أطلقتها وكالة ناسا.
من بين المركبات الفضائية لا تزال المركبات فوياجر1 وفوياجر2 ونيوهورايزونز قيد العمل، ويتم الاتصال بها بانتظام بواسطة الاتصالات الراديوية، في حين أن بيونير10 وبيونير11 مفقودان الآن.
هذه الأجسام تستطيع مغادرة النظام الشمسي لأن سرعتها واتجاهها يأخذانها بعيدًا عن الشمس وبالتالي تفلت من سحب جاذبيتها نحو مدارها.
لكنها ليست منيعة لسحب الشمس الثقالي مما يؤدي لتباطؤها ولكن من المتوقع أن يكون لديها سرعة كافية للهبوط في الفضاء أي الحفاظ على سرعة إفلات كافية لمغادرة النظام الشمسي.

## استكشاف الكواكب
- بيونير 10 – أطلق في عام 1972، وحلق سابقاً نحو كوكب المشتري في عام 1973 وهو يتجه في اتجاه نجم الدبران (65 سنة ضوئية) الموجود في كوكبة الثور.

انقطع الاتصال معه في كانون الثاني/يناير 2003، ويقدر أنه قطع مسافة 120 وحدة فلكية 
- بيونير 11 أطلق في عام 1973 طار سابقاً نحو كوكب المشتري في عام 1974 وزحل في عام 1979.

انقطع الاتصال معه في نوفمبر 1995 ويقدر أنه قد قطع الآن حوالي 100 وحدة فلكية. المركبة الفضائية تتجه نحو كوكبة أكويلا شمال غرب كوكبة برج القوس.. بايونير 11 سوف يمر بالقرب من أحد النجوم في الكوكبة بعد حوالي 4 ملايين سنة.
- فوياجر 2 – أطلقت في آب / أغسطس 1977 وحلقت نحو كوكب المشتري في عام 1979 وزحل في عام 1981 وأورانوس في عام 1986 ونبتون في عام 1989.

المسبار ترك الغلاف الشمسي وحلق نحو الفضاء بين النجوم على بعد 119 وحدة فلكية في 5 نوفمبر 2018.
فوياجر 2 لا يزال نشط. وهو لا يتجه لأي نجم معين، رغم ذلك بعد ما يقرب من 40000سنة يجب أن يمر على بعد 1.7 سنة ضوئية من النجم روس 248. وإذا لم يواجه أي عائق ينبغي أن يمر بالنجم سيريوس على مسافة 4.3 سنة ضوئية بعد 296,000 سنوات
- فوياجر 1 – أطلقت في أيلول/سبتمبر 1977 وصل للمشتري في عام 1979 وزحل في عام 1980 المسبار عبر الغلاف الشمسي وعلى بعد 121وحدة فلكية في 25 آب/أغسطس 2012 للدخول في الفضاء بين النجوم.[6]

فوياجر 1 لا تزال نشطة...و تتجه نحو نجم AC +79 3888، الذي يقع على بعد 17.6 سنة ضوئية من الأرض وذلك خلال 40000سنة 
- نيوهورايزونز أطلقت في عام 2006، المسبار طار نحو كوكب المشتري في عام 2007 وبلوتو في 14 يوليو 2015. وحلقت خارج حزام كويبر في 1 يناير 2019 [8]

على الرغم من أن مسبارات أخرى أطلقت قبل فوياجر 1 لكنه حقق أعلى سرعة تجاوز بها كل مسبار آخر. فوياجر 1 سبقت فوياجر 2 بعد أشهر قليلة من إطلاقها في 19 كانون الأول/ديسمبر 1977. بل وتفوقت على بيونير 11 في عام 1983  ثم بيونير10 وأصبح المسبار الأبعد عن الأرض في 17 فبراير/شباط عام 1998.
فوياجر 2 أيضا يتحرك أسرع من سابقاته فقد تجاوز بيونير11 في مارس 1988  ومن المتوقع أن يتجاوز بيونير10 في عام 2023.
نيوهورايزونز ربما أيضا يسبق مسباري بيونير ولكنه سيحتاج إلى سنوات عديدة.
ومن المتوقع أن يتجاوز بيونير11 في القرن 22 ولن يتجاوز بيونير10 حتى نهاية هذا القرن، لكنه لن يتفوق على فوياجر.

## السرعة والمسافة عن الشمس
| الاسم        | أطلق | المسافة الحالية (و.ف) | السرعة (كم/ث) |
| ------------ | ---- | --------------------- | ------------- |
| فوياجر 1     | 1977 | 144                   | 17            |
| بيونير 10    | 1972 | 123                   | 12            |
| فوياجر 2     | 1977 | 119                   | 15            |
| بيونير 11    | 1973 | 101                   | 11            |
| نيوهورايزونز | 2006 | 43                    | 14            |

المصدر: Heavens Above وJPL
سرعة الإفلات الشمسية هي تابع للمسافة (r) عن مركز الشمس وتعطى بالعلاقة :
{\displaystyle v_{e}={\sqrt {\frac {2GM_{sun}}{r}}}}
حيث GMsun هو معامل الجاذبية القياسي للشمس.
السرعة الأولية اللازمة للتخلص من جاذبية سطح الشمس 618 كيلومتر في الثانية (1,380,000 ميل/س).
و تنخفض إلى 42.1 كيلومتر في الثانية (94,000 ميل/س) على الأرض التي هي على مسافة من الشمس (1 و.ف)

وإلى 4.21 كيلومتر في الثانية (9,400 ميل/س) على مسافة 100 وحدة فلكية.

فوياجر 1 و 2 السرعة و المسافة من الشمس
الرائد 10 و 11 السرعة و المسافة من الشمس
آفاق جديدة السرعة و المسافة من الشمس.

## صور

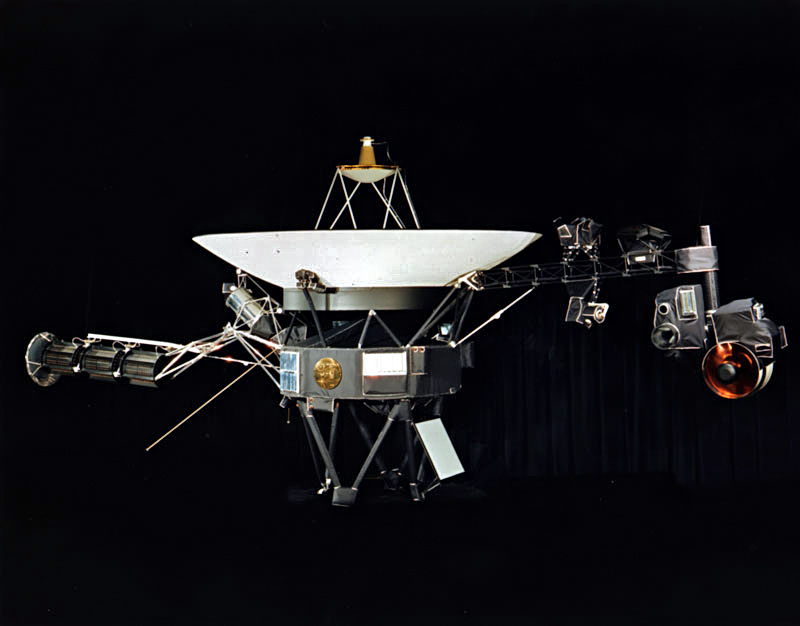
فوياجر1 و فوياجر2
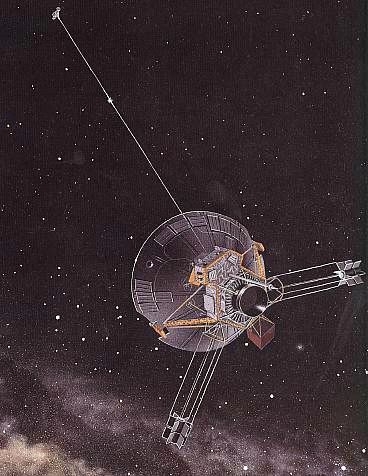
عمل فني يمثل بيونير10 /وبيونير 11
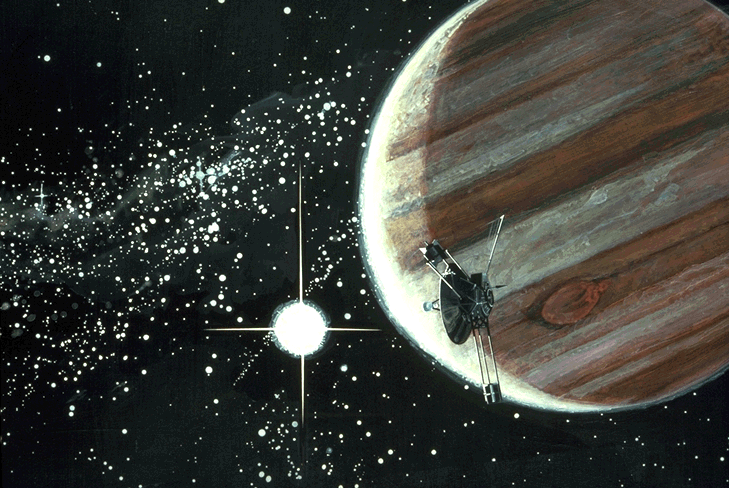
عمل فني يمثل بيونير10 بالقرب من المشتري
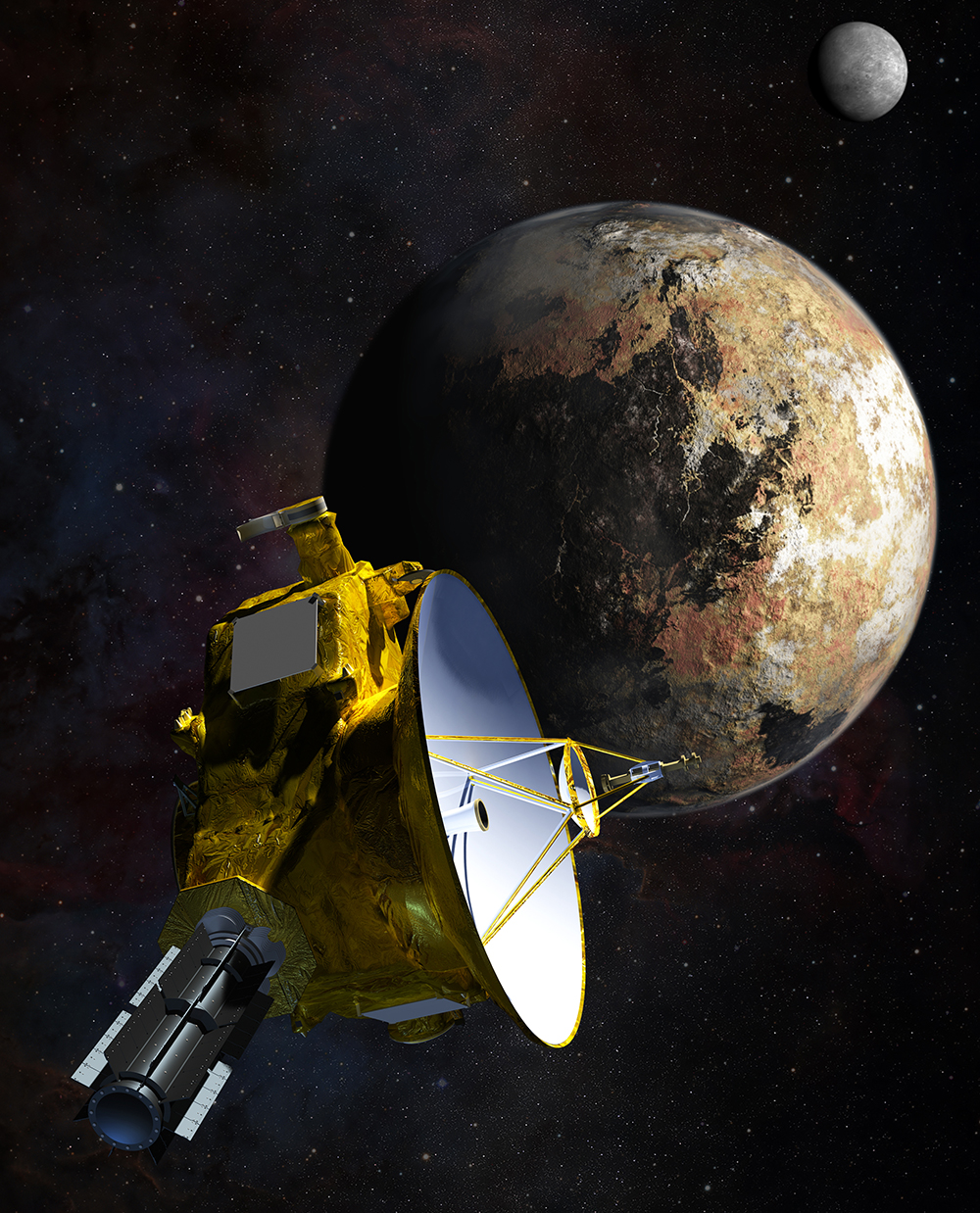
عمل فني يمثل نيوهورايزونز يقترب من بلوتو .
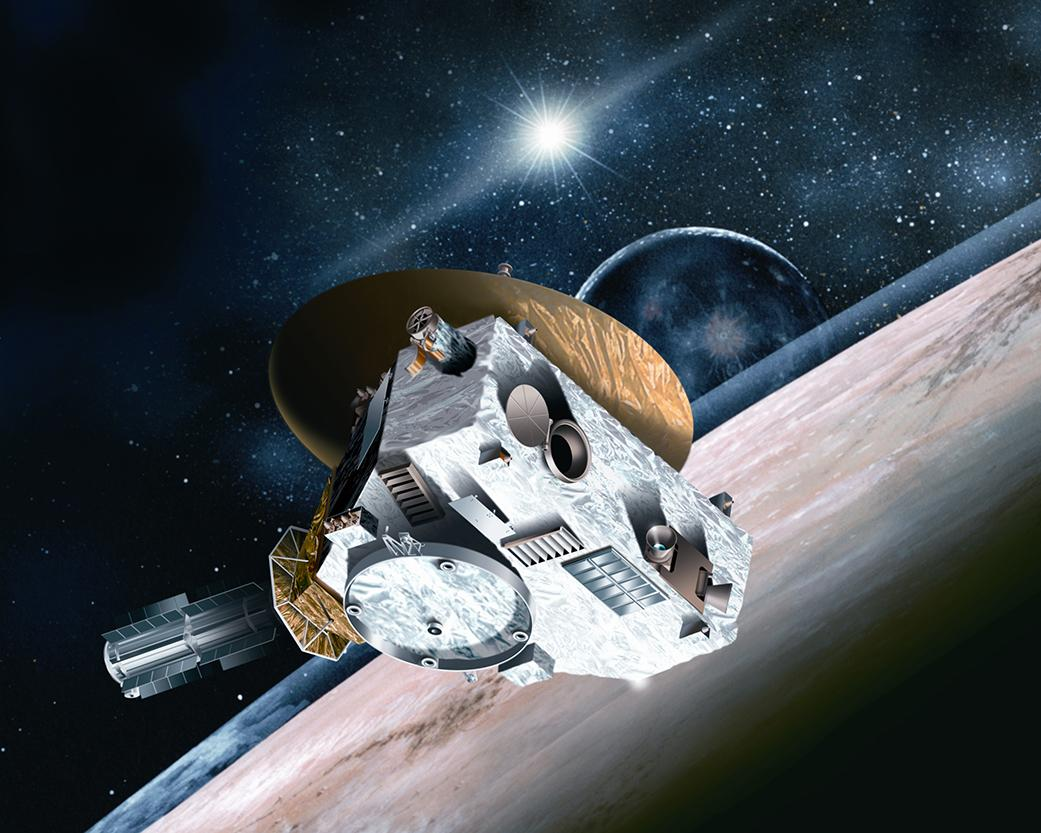
عمل فني لنيوهورايزونز بالقرب من بلوتو .

## روابط خارجية
- مركبة فضاء تهرب من النظام الشمسي في موقع سماوي
- ناسا = شرح الجاذبية الكوكبية يساعد